# Osumljenih pet
Osumljenih pet (izvirno angleško The Usual Suspects) je ameriški neo-noir film, ki je bil premierno prikazan leta 1995; scenarij je napisal Christopher McQuarrie in Bryan Singer je režiral. Glavne vloge so odigrali: Gabriel Byrne, Kevin Spacey, Chazz Palminteri, Stephen Baldwin, Benicio del Toro, Kevin Pollak in Pete Postlethwaite.